# Ајшевица
Ајшевица (словен. Ajševica, итал. Aisovizza) је насељено место у општини Нова Горица, Горишка регија, Словенија.

## Историја
До територијалне реорганизације у Словенији била је у саставу старе општине Нова Горица.

## Становништво
У попису становништва из 2011. године, Ајшевица је имала 267 становника.
| Број становника према пописима | Број становника према пописима | Број становника према пописима |
| ------------------------------ | ------------------------------ | ------------------------------ |
| 1991                           | 2002                           | 2011                           |
| 272                            | 261                            | 267                            |

Напомена: Године 2005. увећан за део насеља Локе. Исте године извршена је мала размена територија између насеља Ајшевица и Рожна Долина.